# تياغو مايا
تياغو مايا ألينكار (بالبرتغالية: Thiago Maia Alencar‏) هو لاعب كرة قدم برازيلي في مركز الوسط المدافع ولد في يوم 23 مارس 1997 في مدينة بوا فيشتا في البرازيل، يلعب حالياً مع نادي فلامينغو في فرنسا وسبق له اللعب مع نادي سانتوس ونادي ساو كايتانو، لعب مع منتخب البرازيل الأولمبي في دورة الألعاب الأولمبية الصيفية 2016 التي أقيمت في ريو دي جانيرو وفاز معهم بالميدالية الذهبية لأول مرة بتاريخ البرازيل.

## روابط خارجية
- تياغو مايا على موقع إي إس بي إن إف سي (الإنجليزية)
- تياغو مايا على موقع قاعدة بيانات كرة القدم.إي يو (الإنجليزية)
- تياغو مايا على موقع ليكيب (الفرنسية)
- تياغو مايا على موقع Soccerway.com (الإنجليزية)
- تياغو مايا على موقع عالم كرة القدم.نت (الإنجليزية)
- تياغو مايا على موقع اللجنة الأولمبية الدولية (الإنجليزية)
- تياغو مايا على موقع أوليمبيديا (الإنجليزية)
- تياغو مايا على موقع اللجنة الأولمبية البرازيلية (البرتغالية)